# Necropoli di Cafaggio
La necropoli di Cafaggio è l'area cimiteriale, risalente al IV secolo a.C., di un vasto insediamento di Liguri Apuani di cui non è nota l'entità e la collocazione precisa. Situata ai piedi della collina di Costa Celle nel comune di Ameglia, in provincia della Spezia, poco lontano dal luogo in cui nel 177 a.C. venne fondata la colonia romana di Luni, la necropoli è stata esplorata in varie campagne di scavo a partire dal 1976.

## Storia e descrizione
Tra i più significativi siti archeologici della Liguria insieme alla villa romana di Bocca di Magra, la necropoli di Cafaggio racconta un momento fondamentale nella storia dei Liguri Apuani che ebbero un ruolo importante nelle vicissitudini legate alla fondazione della città romana di Luni. 

Le varie campagne di scavo hanno evidenziato un periodo di utilizzo dell'area molto limitato nel tempo, circoscrivibile all'ultimo quarto del IV secolo a.C.; una frana ne determinò poi l’abbandono. 

La zona fu poi riutilizzata come area cimiteriale nel I-II secolo d.C.; la datazione precisa della riutilizzazione è però impossibile data la mancanza di corredi funerari nelle sepolture di questo periodo.
Sono state rinvenute 54 tombe costituite da cassette realizzate con lastre della pietra ricavata da un vicino promontorio. Custodiscono le ceneri dei defunti ed il corredo funerario costituito da vasi-ossario, vasellame da mensa, armi e monili.

## Organizzazione dei monumenti

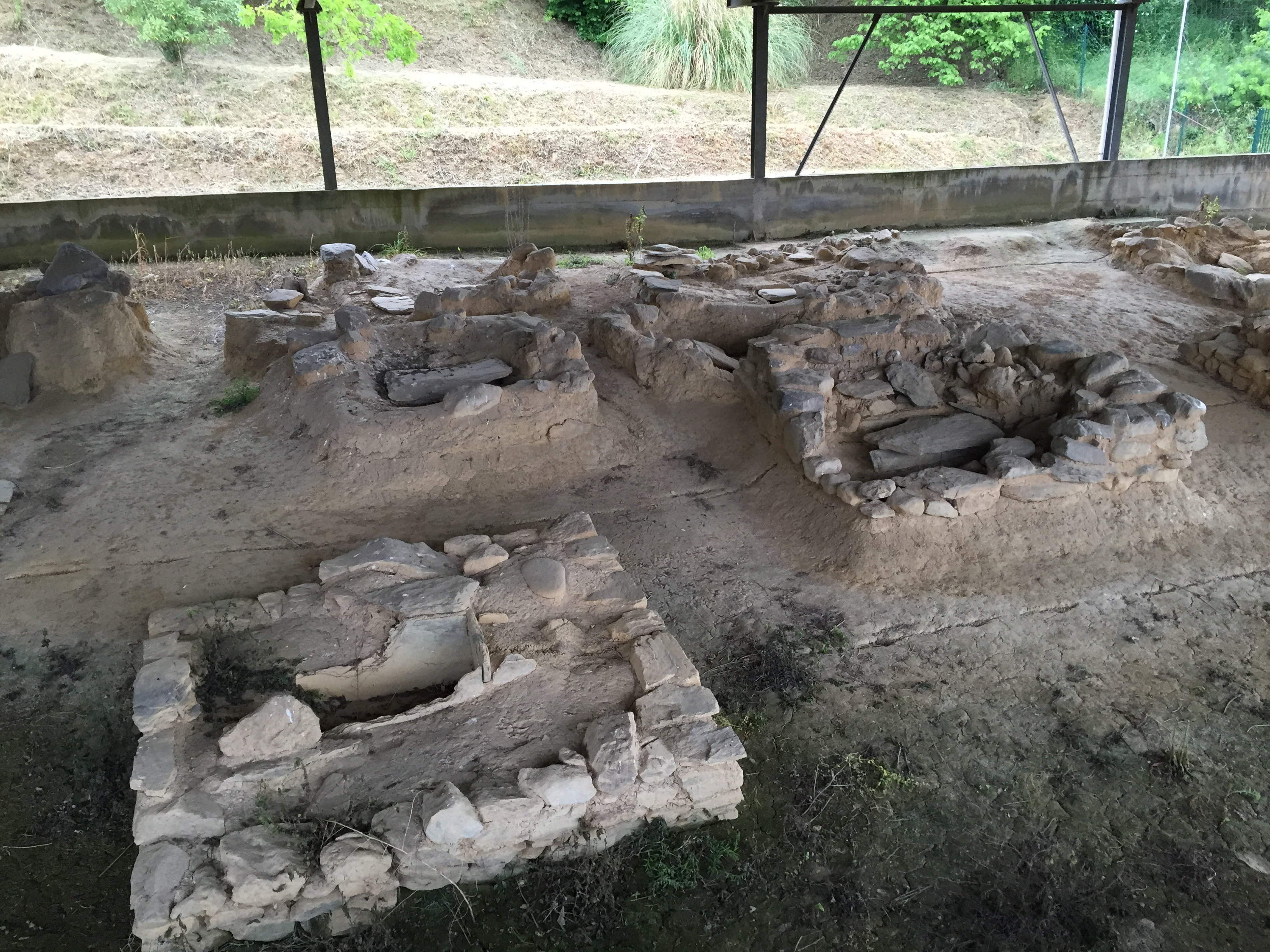
Necropoli di Cafaggio (Ameglia)

Si sono evidenziati negli scavi due allineamenti delimitati da un muro nella parte meridionale. Ogni monumento è costituito da un muro a secco che recinta un'area sepolcrale più o meno complessa, probabilmente legata a vincoli familiari; ciascuno infatti contiene una o più cassette composte di lastre di pietra che custodiscono i corredi funerari. 
I cinerari contenuti nelle cassette che custodivano i resti dei roghi funebri sono generalmente chiusi da una ciotola rovesciata in ceramica a vernice nera (manifattura etrusca). Le cassette poi erano sormontate da un cumulo di pietre che faceva da segnacolo. In totale sono stati rinvenuti i resti di circa 80 individui. 
Questo tipo di organizzazione è attestato in Liguria già dall'età del ferro come rilevato nella vicina necropoli di Chiavari.

## Materiali

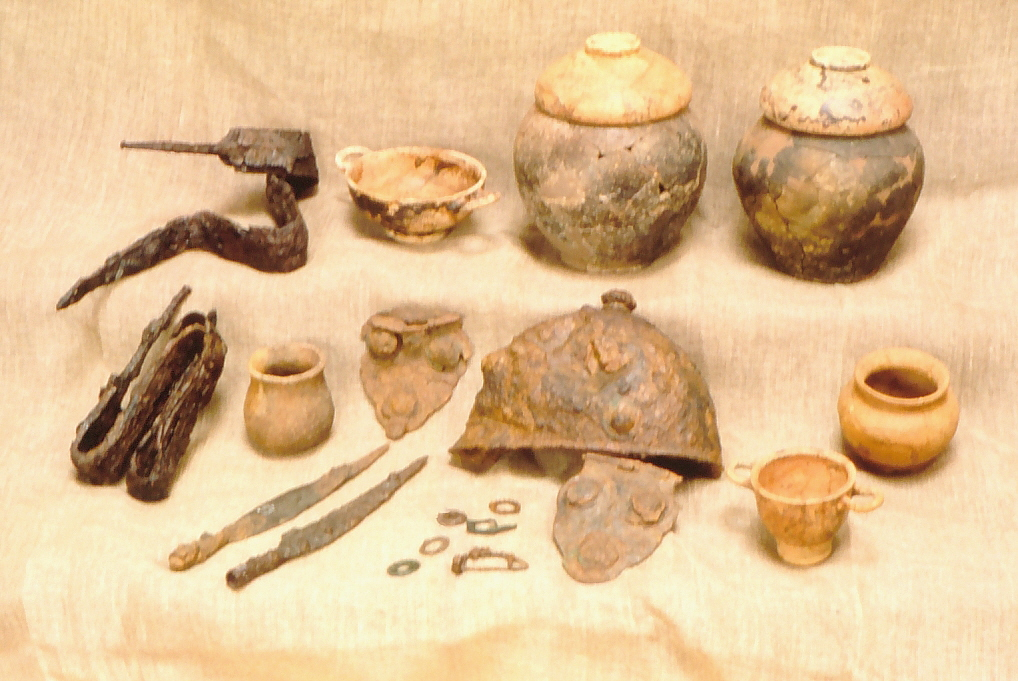
Alcuni dei reperti rinvenuti

È stato possibile determinare il sesso dei defunti in base agli elementi di corredo: orecchini, pendagli, anelli in bronzo, argento, oro e vetro (prevalentemente provenienti dal Lazio) e fusaiole in terracotta (attrezzi per la filatura) identificano le sepolture femminili, mentre elmi, spade, lance (prevalentemente provenienti dall'area padana, desumibile dai motivi decorativi tipici dell'area celtica) e giavellotti (questi ultimi tipici dei popoli Liguri) identificano le sepolture maschili. 
Altri oggetti come le fibule in argento, bronzo o ferro, vasi, coppe etc. sono invece presenti per entrambi i sessi.

## Inquadramento storico
Il ritrovamento di ceramiche etrusche e laziali nonché di armature celtiche, e la posizione in prossimità dello scalo marittimo, porta a capire che quella società era in grado di commerciare con le aree tosco-laziali e padane, evidenziando una elevata ricchezza culturale e materiale. 
Tito Livio nomina i Liguri Apuani in alcuni passi della sua Storia di Roma (Ab Urbe condita), ricordando che verso il 180 a.C. vennero deportati nel Sannio più di 45.000 Liguri Apuani, per porre fine alla resistenza fino ad allora opposta all’occupazione romana, quella stessa occupazione che porterà nel 177 a.C. alla fondazione della colonia di Luni.